# Great Island (Neuseeland)
Great Island ist eine Insel im Taiari / Chalky Inlet, im Süden der Südinsel von Neuseeland befindlich.

## Geographie
Die rund 7,3 km² große und bis zu 185 m hohe Insel befindet sich im westlich des Taiari/Chalky Inlets. Sie besitzt eine Länge von rund 4,76 km in Südwest-Nordost-Richtung und eine maximale Breite von 2,7 km in Westnordwest-Ostsüdost-Richtung. Zum Festlandufer hin, dass sich an der nördlichen Seite der Insel bis auf rund 270 m der Insel nähert, erstreckt sich das Gewässer des North Port, das sich an der Westseite der Insel hinunter bis zur Western Passage hinzieht. Im Süden wird die Insel durch den Return Channel begrenzt und im Osten das Taiari/Chalky Inlet.
An der nordöstlichen Spitze von Great Island schließt sich nach rund 130 m Little Island an und rund 1 km südlich die aus zwei Inseln bestehende Inselgruppe Passage Islands.
Auf Great Island befinden sich drei Seen, Lake Esau, rund 5,7 Hektar groß, Lake Dobson, rund 5,8 Hektar groß und eine kleine nicht näher bezeichnete Insel von rund 0,5 Hektar Größe.
Great Island ist komplett bewaldet.